# سباق 2
سباق 2 (بالإنجليزية: Race 2)‏ هو فيلم إثارة بوليوودي من إخراج عباس بورماوالا، وهو تكملة لفيلم عام 2008 سباق. الفيلم من بطولة سيف علي خان، ديبيكا بادوكون والممثل جون أبراهام إلى جانب الممثلة جاكلين فيرنانديز، بالإضافة إلى ضيفة الشرف والممثلة الرئيسية في الجزء الأول بيباشا باسو.
كلف الفيلم 600 مليون ₹ (8.8 مليون $)، وتم صدوره في 25 يناير 2013 وافتتح بردود فعل متباينة من النقاد وقد خلف استجابة إيجابية للغاية في شباك التذاكر، وكسب 1620000000 ₹ (24 مليون $) في جميع أنحاء العالم. وقد استحود الفيلم من أول أيام إطلاقه على السوق المحلية والعالمية كذلك.

## الممثلين
- سيف علي خان : في دور رانفير سينغ
- ديبيكا بادكون : في دور ألينا
- جون أبراهام : في دور آرمان مالك
- جاكلين فيرنانديز : في دور أوميشا
- أميشا باتيل : في دور شيري
- أنيل كابور : في دور روبرت دي كوستا (آر دي)